# Masato Sakurai
Masato Sakurai (japanisch 桜井 正人 Sakurai Masato; * 25. September 1986 in der Präfektur Ibaraki) ist ein japanischer Fußballspieler.

## Karriere
Sakurai erlernte das Fußballspielen in der Jugendmannschaft von Kashiwa Reysol und der Universitätsmannschaft der Tokoha-Universität. Seinen ersten Vertrag unterschrieb er 2009 bei Kataller Toyama. Der Verein spielte in der zweithöchsten Liga des Landes, der J2 League. Für den Verein absolvierte er 33 Ligaspiele. 2011 wechselte er zum Drittligisten Sagawa Printing. Ende 2011 beendete er seine Karriere als Fußballspieler.